# Start to Finish
"Start To Finish" là tập thứ tám, đồng thời là tập khép lại nửa đầu Phần 6 của series phim truyền hình The Walking Dead. Tập phim được phát sóng trên kênh AMC của Mỹ vào ngày 29 tháng 11 năm 2015. Khi phát sóng tại Mỹ, tập phim đã được 13,98 triệu người xem trong đó có 7,0 triệu người từ 18-49 tuổi.

## Nội dung tập
Tập phim mở đầu bằng cảnh Sam đang ngồi trong phòng mình tô màu trong khi gần đó, một bầy kiến đang bu kín chiếc bánh quy trên một chiếc đĩa.
Sau khi tòa tháp canh đổ xuống và làm sập một phần bức tường bao bọc Alexandria, đám xác sống bên ngoài bắt đầu tràn vào bên trong cộng đồng. Rick hét to kêu những người xung quanh hãy nhanh chóng quay vào nhà và bắt đầu bắn vào đám walker để giúp họ có thêm thời gian chạy trốn. Deanna chạy theo để giúp đỡ anh. Trong lúc cứu Rick khỏi một xác sống tấn công từ phía sau, Deanna đã ngã xuống một lưỡi cưa và bị thương. Rick liền đỡ bà dậy và cùng Michonne, Carl, Ron, Gabriel chạy vào nhà của Jessie để lánh nạn.
Khi đang bỏ chạy khỏi đám xác sống cùng Morgan, Carol đã bị ngã và đập đầu xuống đường, đồng thời khẩu súng của cô cũng bị hỏng. Cô nhanh chóng đứng dậy và cùng ông chạy vào căn nhà có tầng hầm bên dưới chính là phòng giam của cộng đồng.
Cùng lúc đó, Maggie bị hàng loạt xác sống đuổi theo. Cô suýt nữa đã bị chúng tóm được nhưng may mắn leo lên được chốt canh gác trên cao.
Eugene đứng nép mình run rẩy ở một góc để trốn hnhững xác sống đi ngang qua. Khi nghe thấy có giọng nói của Daryl vang lên từ một chiếc bộ đàm rơi dưới đất, anh đã nhặt nó lên để kêu cứu. Đúng lúc khi có một vài con walker định tấn công Eugene, Rosita và Tara đã tới cứu anh. Ba người họ chạy vào trong một gara xe và nhanh chóng đóng cửa lại ngay khi đám xác sống đuổi đến nơi.
Từ bên ngoài, Glenn và Enid nhìn thấy đám xác sống tràn vào trong Alexandria. Mặc cho vẻ bi quan của Enid, Glenn vẫn nhất quyết tìm cách vào trong để giúp mọi người. Anh cho rằng nếu Enid chỉ muốn trốn chạy và quên đi mọi việc, cô bé sẽ chỉ luôn đánh mất những người quan tâm đến mình. Anh nói cho Enid biết rằng vợ mình đang mang thai.
Trong nhà của gia đình Anderson, nhóm Rick đưa Deanna lên lầu và đặt bà nằm trên một chiếc giường để băng bó vết thương. Sam mở cửa phòng mình ra, nhìn thấy sự việc và cảm thấy sợ hãi. Jessie liền bảo con hãy cố gắng tỏ ra mình mạnh mẽ.
Carol và Morgan vẫn đang ở trong căn nhà mà họ vừa chạy vào. Morgan muốn xem xét chấn thương của Carol nhưng bị cô từ chối. Cô nói rằng mình không tin tưởng ông nhưng chưa bao giờ nghĩ rằng ông lại nói dối tất cả mọi người. Khi Carol cố gượng đứng dậy, Morgan đã khuyên cô nên ngồi xuống nghỉ và để chuyện giữa họ nán lại giải quyết sau.
Phía dưới họ một tầng, Denise đang ngồi cách xa tên thủ lĩnh The Wolves. Sau một hồi nói chuyện, cô bảo hắn cho mình xem vết thương. Khi thấy vết thương của tên này, Denise lại gần và quyết định sẽ chữa trị cho hắn. Cô nói hắn không phải sinh ra đã mang bản chất độc ác và có thể trở lại làm một người bình thường như trước đây. 
Trong khi đó, Rick và Michonne phát hiện ra rằng trên người Deanna ngoài vết thương do lưỡi cưa thì còn có một vết cắn. Deanna lộ rõ vẻ mắt thất vọng khi biết điều này.
Lát sau, khi ra nói chuyện riêng với Jessie, Rick nói rằng ngay khi đám xác sống quanh nhà tản đi nơi khác, anh sẽ tranh thủ thời cơ chạy đến kho vũ khí và tìm cách dụ chúng đi khỏi đây.
Michonne ngồi bên Deanna khi bà bắt đầu lên cơn sốt. Cô nói rằng mình đã xem qua bản phác thảo của bà về các công trình của Alexandria sau khi hoàn thành dự án mở rộng. Michonne cho rằng ngay cả khi cộng đồng đang rơi vào tình trạng như hiện tại, những dự định mà Deanna ấp ủ vẫn có thể trở thành hiện thực. Deanna nói rằng bà vẫn luôn làm những điều mình muốn cho đến giây phút cuối và khuyên Michonne hãy cũng tự tìm ra mong muốn của riêng mình.
Thấy Ron bỏ đi xuống gara xe, Carl đi theo hỏi thăm thì thấy bạn mình có vẻ đang tuyệt vọng. Cậu ta nghĩ rằng tất cả mọi người sẽ chết hết và lỗi đều là do Rick. Sau một hồi tranh cãi, Ron bèn khóa cửa gara lại và rút súng ra. Thấy vậy, Carl liền lao tới giằng co, khiến súng Ron rơi xuống đất. Ron bèn vớ lấy một chiếc xẻng và lao về phía Carl. Mặc dù vậy, Carl tránh được, khiến cú đánh của Ron làm vỡ cửa kính, gây sự chú ý của đám xác sống bên ngoài. Nghe thấy tiếng hai con mình đang ẩu đả, Rick cùng Jessie chạy tới đập cửa gọi nhưng không nghe thấy chúng trả lời. Ngay khi đám xác sống ùa vào được gara, Rick phá được cửa, giúp Ron & Carl kịp thời chạy vào được nhà. Họ nhanh chóng dùng một chiếc ghế dài chặn cửa lại trước sức ép của đám walker.
Dù vậy khi được bố mẹ mình hồi về việc vừa xảy ra, cả hai đứa trẻ đều phủ nhận chúng đang đánh nhau. Ron cùng Carl sang một phòng khác tìm thêm vật để chặn cửa. Bước vào trong phòng, Carl lập tức rút súng ra chĩa vào người Ron và yêu cầu bạn mình giao nạp khẩu súng của cậu ta. Ron liền xin lỗi và Carl đáp lại: “Tôi biết, rằng bố tôi giết bố cậu. Nhưng cậu phải biết rằng, bố cậu là một gã khốn”.
Mặc dù đã tìm thêm được vật và chặn được cửa lại, ngày càng có nhiều xác sống đổ về phía gara nhà Anderson do chúng làm rơi vỡ nhiều đồ vật và tạo thêm tiếng ồn. Rick nghe thấy tiếng khóc của Judith và liền chạy lên lầu. Tới nơi và thấy Deanna đang với tay vào trong nôi của con, Rick tưởng bà đã hóa xác sống nên rút rìu lao tới, nhưng anh đã lập tức ngừng lại khi thấy Deanna còn sống. Bà nói rằng mình chỉ muốn nhìn thấy Judith một lần cuối.
Nhận thấy Deanna đã quá yếu, Rick bế bà lên và đặt bà lên chiếc giường trong phòng. Deanna đưa cho Rick 2 mẩu giấy là những lời bà muốn nhắn nhủ tới Maggie và Spencer. Bà hy vọng rằng Rick sẽ quan tâm đến con trai bà cũng như cách mà anh quan tâm đến các thành viên trong nhóm mình. “Tất cả họ giờ đều là người của anh. Lúc nãy tôi không chạy đến giúp anh bởi vì tôi có thiện cảm với anh. Hay vì anh là một người tốt, một người cha tốt. Tôi chạy đến bởi vì anh là một trong số chúng ta” – Deanna nói và những lời này dường như khiến Rick ngộ ra điều gì đó. Đúng lúc đó, có tiếng Jessie gọi ở tầng dưới. Anh liền mang chiếc nôi của Judith sang phòng khác và chạy xuống.
Trong gara xe của ngôi nhà mà Carol và Morgan cũng đang ở bên trong, Rosita tỏ vẻ bi quan khi nghĩ rằng sự tồn tại của Alexandria đã đến hồi kết và Abraham đã chết. Tuy nhiên, Tara phủ nhận cả hai điều này. Cô nói rằng một nơi như Alexandria thường đi kèm một cái giá để nhận được nó, và rõ ràng họ chưa trả được “cái giá” xứng đáng đó, còn việc nghĩ rằng Abraham đã chết chỉ là cảm giác nhất thời của Rosita thôi. Họ cùng nhau tìm cách mở khóa cửa để đi vào bên trong ngôi nhà. Tuy nhiên khi Rosita định bắn vào ổ để phá khóa, Eugene đã khuyên cô không nên lãng phí đạn và dùng một chiếc móc để mở cửa.
Ở chỗ nhóm Rick, đám xác sống cuối cùng cũng đã phá được cửa nhà để tiến vào bên trong. Mọi người vội vàng chạy lên tầng trên và dùng một chiếc ghế chặn đường cầu thang lại.
Trong khi đó, Carol giả vờ đã thiếp đi và nhân lúc Morgan không để ý, cô đã trốn đi. Lúc Morgan quay lại và không thấy Carol đâu, cô bất ngờ chạy đến xô ông sang một bên và chạy xuống phòng giam ở tầng dưới. Cầm một con dao, Carol bảo Denise - người vừa điều trị xong cho vết thương của tên thủ lĩnh The Wolves tránh xa hắn.. Liền sau đó, Morgan cũng chạy tới cùng cây gậy của mình và đứng đối mặt với Carol.
Rick cùng Michonne giết chết hai con walker và lôi xác của chúng lên tầng. Anh giải thích với mẹ con Jessie rằng họ sẽ dùng máu và ruột xác sống bôi lên một lớp vài khoác bên ngoài người để trà trộn vào chúng mà không bị phát hiện. Rick nói rằng bất cứ ai ở lại đây sẽ không tránh khỏi cái chết. Khi cha xứ Gabriel hỏi rằng: “Vậy còn Deanna thì sao?”, Rick nhìn Michonne với ý muốn nói rằng cô hãy tới chỗ Deanna để “lo liệu” việc này.
Lúc này, Morgan đang cố thuyết phục Carol bỏ dao xuống và bình tĩnh nói chuyện. Thế nhưng Carol vẫn nhất quyết rằng phải ra tay giết hắn, thậm chí cô còn cảnh báo Morgan đừng ép cô phải giết cả ông. Sau một hồi ẩu đả giữa hai bên, cả hai người đều làm rơi vũ khí. Cuối cùng, Carol bị Morgan quăng mạnh người xuống nền nhà và bất tỉnh. Đúng lúc đó từ phía sau, tên thủ lĩnh The Wolves dùng chính chiếc gậy của Morgan đánh ngất ông. Hắn lấy con dao dắt ở thắt lưng Morgan ra và chĩa về phía Denise.
Michonne bước đến bên giường của Deanna, người lúc này đã rất yếu. Cô báo cho bà biết rằng mọi người sắp phải rời khỏi nhà do tình thế nguy hiểm, và liệu bà có cần cô làm giúp “một việc gì đó” hay không. Deanna từ chối đề nghị của Michonne và rút ra một khẩu súng. Bà nói rằng mình sẽ tự làm điều đó khi đã sẵn sàng.
Bước ra khỏi phòng mình, Sam mếu máo khóc khi thấy mẹ và anh trai đang bôi máu xác sống khắp người. Jessie liền tới chỗ con và một lần nữa khuyên con hãy cố tỏ ra mạnh mẽ để rời khỏi nhà cùng mọi người.
Hoàn thành xong lớp ngụy trang xác sống, tất cả mọi người ra đầu cầu thang để chuẩn bị xuống dưới. Rick bế Judith đến chỗ Carl để đưa em bé chui vào trong lớp vải khoác ngoài. Cha xứ Gabriel nói với Rick rằng dù chuyện gì sắp xảy ra, ông cũng sẽ không bỏ chạy mà sẽ ở lại giúp mọi người.
Sau khi tự cắt dây trói tay cho mình, tên thủ lĩnh The Wolves giữ lấy Denise làm con tin ngay khi Tara, Rosita và Eugene bước vào phòng giam và nhìn thấy hắn. Hắn yêu cầu họ giao nạp vũ khí cho mình. Nhặt được một khẩu súng lên, hắn tiếp tục chĩa vào đầu Denise và ép cô đi ra bên ngoài cùng mình trong khi những người còn lại nhìn theo với sự bất lực.
Bên ngoài, Glenn và Enid trèo lên một thân cây và nhìn thấy Maggie đang mắc kẹt trên chốt canh, phía dưới vẫn là hàng loạt xác sống vây quanh.
Nhóm Rick bắt đầu đẩy chiếc ghế chặn cầu thang sang một bên, trà trộn vào đám xác sống và đi ra ngoài. Trên gác, Deanna đang dí súng vào đầu mình để chuẩn bị bóp cò. Tuy nhiên khi nghe thấy tiếng xác sống đã lên được bên trên, bà mở cửa ra, dùng hết số đạn còn lại để bắn chết vài con trong đó và chấp nhận bị xé xác để đánh lạc hướng chúng, giúp nhóm Rick có thêm thời gian trốn thoát.
Ra được đến bên ngoài nhà, nhóm của Rick hoang mang nhìn thấy một biển xác sống đang tràn ngập khắp cộng đồng. Họ bắt đầu nắm chặt lấy tay nhau và tiếp tục bước đi. Đúng lúc đó, Sam cất tiếng gọi mẹ mình, khiến một vài xác sống chú ý đến họ...
Ở một nơi khác, trên đường về nhà, Daryl, Abraham và Sasha bị một nhóm những kẻ đi mô tô chặn lại. Một tên trong số đó yêu cầu họ xuống xe và giao nạp tất cả những gì họ có cho chúng. “Tất cả tài sản của bọn mày giờ đây thuộc sở hữu của ngài Negan" – hắn nói.

## Diễn viên

### Diễn viên chính
- Andrew Lincoln vai Rick Grimes
- Norman Reedus vai Daryl Dixon
- Steven Yeun vai Glenn Rhee
- Lauren Cohan vai Maggie Greene
- Chandler Riggs vai Carl Grimes
- Danai Gurira vai Michonne
- Melissa McBride vai Carol Peletier
- Michael Cudlitz vai Abraham Ford
- Lennie James vai Morgan Jones
- Sonequa Martin-Green vai Sasha Williams
- Josh McDermitt vai Eugene Porter
- Christian Serratos vai Rosita Espinosa
- Alanna Masterson vai Tara Chambler
- Seth Gilliam vai Gabriel Stokes
- Alexandra Breckenridge vai Jessie Anderson
- Ross Marquand vai Aaron*
- Austin Nichols vai Spencer Monroe*
- Tovah Feldshuh vai Deanna Monroe

### Diễn viên định kỳ
- Merritt Wever vai Denise Cloyd
- Corey Hawkins vai Heath*
- Benedict Samuel vai Thủ lĩnh The Wolves
- Jason Douglas vai Tobin
- Austin Abrams vai Ron Anderson
- Major Dodson vai Sam Anderson
- Christopher Berry vai Thành viên The Saviors

*Không xuất hiện trong tập này

### Các diễn viên phụ khác
- Mandi Christine Kerr vai Barbara*
- Katelyn Nacon vai Enid
- David Marshall Silverman vai Kent*
- Chloe & Sophie Garcia-Frizzi vai Judith Grimes
- Brian Lancaster vai Timmy

*Không xuất hiện trong tập này

## Cái chết trong tập
- Deanna Monroe

## Đánh giá
"Start To Finish" nhận phải hầu hết những phản hồi tiêu cực từ giới phê bình. Trang Rotten Tomatoes chỉ có 35% trong số 23 bài đánh giá về tập phim mang phản hồi tốt. Nhận xét ngắn gọn mà trang này đưa ra là: ""Start To Finish" đã thất bại trong việc trở thành một tập phim hoàn hảo khép lại nửa đầu mùa phim với cốt truyện buồn tẻ và đáng thất vọng".
Zack Handlen từ trang The A.V. Club cho tập phim điểm C+ (trên thang điểm từ F tới A) và chia sẻ: "Đương nhiên là những cái kết mở là cách thông minh để khép lại một tập phim cuối trong năm, nhưng lần này không có cái nào trong số chúng mang đến cho khán giả điều gì mới mẻ cả [...] Cảnh duy nhất mang đến một cốt truyện mới cho phim thì lại diễn ra sau khi phim đã kết thúc phát sóng 10 phút (tức cảnh mà Daryl, Abraham và Sasha đụng độ toán quân The Saviors). Nhận xét thực lòng thì 1 tiếng phát sóng của tập phim này chỉ toàn những nhân vật ngu ngốc làm những điều ngu ngốc".
Mặc dù vậy, diễn xuất của nữ diễn viên Tovah Feldshuh (Deanna) cùng những phân cảnh hội thoại ý nghĩa của bà trong tập được nhiều người đề cao.

## Bên lề
- Tên của tập phim đến từ những lời cuối cùng mà Deanna nói với Michonne: "It's my life. Start to finish" (Tạm dịch: "Đây là cách sống của tôi. Từ đầu cho tới cuối.")
- Với cái chết của Deanna, Spencer là thành viên cuối cùng của gia đình nhà Monroe còn sống sau tập này.
- Cảnh cuối cùng của tập về việc nhóm Daryl bị chặn đường cướp đồ được phát sóng trong thời gian quảng cáo của series Into The Badlands phát sóng sau The Walking Dead.
- Hình ảnh đàn kiến bu kín chiếc bánh quy ở đầu tập ngụ ý cho việc Alexandria đang bị "bu kín" bởi bầy xác sống khổng lồ.
- Bức tranh mà Sam vẽ ở đầu tập với hình ảnh một cậu bé bị trói vào thân cây và sắp bị tấn công bởi xác sống chính là ngụ ý cho lời đe dọa của Carol với Sam trong tập "Forget".
- Trong phòng của Sam có một số mô hình đồ chơi của các nhân vật đến từ bộ truyện tranh Invincible của Robert Kirkman.
- Bài hát mà Sam bật trong tập phim này là "Tiptoe Through The Tulips", phiên bản ở đầu tập phim là của Nick Lucas và phiên bản cuối tập được thể hiện bởi Tiny Tim.
- Các sự kiện trong tập này xảy ra trong cùng thời gian với các diễn biến trong tập "Always Accountable."
  - Tập phim cũng tiết lộ rằng giọng nói mà Daryl nghe thấy kêu cứu trong bộ đàm là của Eugene.
- Tập phim đánh dấu lần đầu được nhắc tới của Negan.
- Về việc sử dụng máu và ruột của xác sống để ngụy trang, Rick nói với Jessie rằng: "Anh đã từng làm như vậy trước đây rồi". Đây chính là lời ám chỉ đến hành động tương tự của Rick và Glenn trong tập "Guts" (Phần 1), khi mà họ còn ở Atlanta.
- Cảnh mà nhóm của Daryl, Abraham và Sasha bị các thành viên The Saviors chặn đường cướp đồ được lấy ra từ Chương 97 của bộ truyện tranh.
- Cảnh nhóm Rick trà trộn vào đám xác sống được lấy ra từ Chương 83 của truyện tranh.